# Александрийское староство
Алекса́ндрийское староство (лит. Aleksandrijos seniūnija) — одно из 8 староств Скуодасского района, Клайпедского уезда Литвы. Административный центр — деревня Александрия.

## География
Расположено на северо-западе Литвы, в центрально-южной части Скуодасского района, на Западно-Жямайтском плато недалеко от побережья Балтийского моря. 
Граничит с Скуодасским староством на западе, Шатесским — на юге, Илакяйским — на востоке, а также Грамздской волостью Приекульского края Латвии — на севере и Вайнёдской волостью Вайнёдского края Латвии — на северо-востоке.

## Население
Александрийское староство включает в себя 20 деревень.